# Radu Drăgușin
Radu Matei Drăgușin (* 3. Februar 2002 in Bukarest) ist ein rumänischer Fußballspieler. Er ist ein gelernter Innenverteidiger und steht bei Tottenham Hotspur in der Premier League unter Vertrag. Zudem ist er rumänischer A-Nationalspieler.

## Karriere

### Vereine
Radu Drăgușin begann mit dem Fußballspielen bei Sportul Studențesc, bevor er zum FC Regal Bukarest wechselte. 2018 zog es ihn nach Italien in die Fußballschule des Rekordmeisters Juventus Turin. In der U17-Mannschaft erkämpfte sich Drăgușin einen Stammplatz und erreichte die Finalrunde in der italienischen Meisterschaft für U17-Mannschaften; dort schied Juventus im Viertelfinale gegen Atalanta Bergamo aus. In der neuen Saison gehörte er auch in der U19 zur Stammelf, kam aber nun auch in der zweiten Mannschaft zum Einsatz. In der Saison 2020/21 absolvierte Radu Drăgușin noch zwei Einsätze in der zweiten Mannschaft, fiel allerdings in der Folgezeit sowohl wegen einer Infektion mit dem Coronavirus aus und fehlte zudem auch in anderen Spielen wegen einer Muskelermüdung. Davon abgesehen wirkte er bei den Profis mit und debütierte am 2. Dezember 2020 im Alter von 18 Jahren in einem Pflichtspiel im Profifußball, als er von Trainer Andrea Pirlo beim 3:0-Sieg im Gruppenspiel in der UEFA Champions League gegen Dynamo Kiew in der 69. Minute für Merih Demiral eingewechselt wurde. Sein Debüt in der Serie A folgte am 13. Dezember 2020 beim 3:1-Auswärtssieg am 11. Spieltag der Saison 2020/21 gegen den CFC Genua. In der Folgezeit nahm Drăgușin am Trainingslager der Profimannschaft teil, gehörte aber auch weiterhin zum Kader der zweiten Mannschaft.
Im Januar 2024 wechselte er zu Tottenham Hotspur und unterschrieb dort einen Vertrag bis 2030.

### Nationalmannschaft
Radu Drăgușin war Nachwuchsnationalspieler Rumäniens und unter anderem Spielführer der U19-Nationalmannschaft.
Am 25. März 2022 debütierte er unter Trainer Eduard Iordănescu bei der 0:1-Niederlage im Freundschaftsspiel gegen Griechenland in der rumänischen A-Nationalmannschaft.

## Erfolge

### Juventus Turin
- Italienischer Supercupsieger: 2020
- Italienischer Pokalsieger: 2020/21

### Tottenham Hotspur
- Europa-League-Sieger: 2024/25

### Individuell
- Rumänischer Fußballer des Jahres: 2023[4]